# Jakob Künzler
Jakob Künzler (Hundwil, 8 marzo 1871 – Ghazir, 15 gennaio 1949) è stato un missionario, chirurgo e filantropo svizzero.

## Biografia
Era uno svizzero che risiedeva in una missione orientale, in Urfa, e che fu testimone del Genocidio Armeno
Nato a Hundwil, Svizzera, ha lavorato nel Canton Appenzello Interno guadagnandosi da vivere come carpentiere. Successivamente si è formato a Basilea come infermiere presso la casa per diaconi.
Nel 1899, su invito del pastore Johannes Lepsius, si recò a Urfa in Turchia, dove divenne assistente medico presso l'ospedale. Ha continuato a studiare medicina fino a diventare un chirurgo indipendente. Più tardi, nel 1905 sposò Elizabeth Bender, figlia di un missionario cristiano e nipote di una principessa etiope.
Dal 1915-1917 Künzler fu un testimone oculare del Genocidio Armeno divenuto il soggetto del suo libro del 1921 “Im Lande des Blutes und der Tränen” (Nella terra di sangue e di lacrime).
È rimasto in Turchia a curare i malati e i feriti, musulmani e non musulmani, nell'ospedale di Urfa documentando le stragi.
Nonostante corresse il pericolo di morte, ha contribuito a fornire il suo aiuto a migliaia di orfani armeni nell'ospedale di Urfa.
Nell'ottobre del 1922 fu costretto a chiudere il suo ospedale e a trasferirsi con la famiglia in Libano, a Ghazir, nei pressi di Beirut, dove aprì un centro per gli orfani. Successivamente creò un insediamento per le vedove armene a Beirut e un sanatorio polmonare a Azounieh. Morì in Libano, a Ghazir, il 15 gennaio 1949
Nell'agosto 1915 Jakob Künzler annotava:
()

## Premi e onorificenze
- 1947 Award dell'Università di Basilea
- 1959 Memorial a Hundwil
- 1971 Medaglia di Servizio del Governo Libanese
- 1971 Memorial a Hundwil e Walzenhausen, Svizzera